# 万寿弥陀寺
万寿弥陀寺是位于中国北京市西城区鼓楼西大街63号的一座汉传佛教寺院。

## 历史
万寿弥陀寺现为鸦儿胡同小学使用。如今，颐和园佛香阁一层供奉有一尊明朝“南无大悲观世音菩萨”像，为明朝万历二年（1574年）所铸，高5米，重5吨，铜胎鎏金。该像原来就供奉在万寿弥陀寺大悲殿内，文化大革命期间，鸦儿胡同小学教师陈长庚等人冒着危险将该像完好保存下来。1988年，遵照北京市领导指示，在北京市副市长何鲁丽的协调之下，颐和园300多位职工徒手将该像自万寿弥陀寺大悲殿内迁移出来，安放在佛香阁内。1989年10月2日，佛香阁正式向游人开放，该像也随之同游人见面。